# Брисеньо (Бояка)
Брисеньо (исп. Briceño) — город и муниципалитет в центральной части Колумбии, на территории департамента Бояка. Входит в состав Западной провинции.

## История
Муниципалитет Брисеньо был выделен в отдельную административную единицу в 1890 году.

## Географическое положение

Муниципалитет Брисеньо

Город расположен в западной части департамента, в гористой местности Восточной Кордильеры, на расстоянии приблизительно 63 километров к западу-северо-западу (WNW) от города Тунха, административного центра департамента. Абсолютная высота — 1532 метра над уровнем моря.
Муниципалитет Брисеньо граничит на севере с территорией муниципалитета Тунунгуа, на северо-востоке — с муниципалитетом Сабоя, на востоке — с муниципалитетом Чикинкира, на юго-востоке — с муниципалитетом Кальдас, на западе и юго-западе — с муниципалитетом Пауна. Площадь муниципалитета составляет 64 км².

## Население
По данным Национального административного департамента статистики Колумбии, совокупная численность населения города и муниципалитета в 2015 году составляла 2584 человека.
Динамика численности населения муниципалитета по годам:
| 2005 | 2006 | 2007 | 2008 | 2009 | 2010 | 2011 | 2012 | 2013 | 2014 | 2015 |
| ---- | ---- | ---- | ---- | ---- | ---- | ---- | ---- | ---- | ---- | ---- |
| 2748 | 2736 | 2718 | 2705 | 2687 | 2678 | 2655 | 2641 | 2618 | 2606 | 2584 |

Согласно данным переписи 2005 года мужчины составляли 54,2 % от населения Брисеньо, женщины — соответственно 45,8 %. В расовом отношении белые и метисы составляли 99,6 % от населения города; негры, мулаты и райсальцы — 0,4 %.
Уровень грамотности среди всего населения составлял 85,5 %.

## Экономика
Основу экономики Брисеньо составляет сельское хозяйство.

54 % от общего числа городских и муниципальных предприятий составляют предприятия торговой сферы, 40,7 % — предприятия сферы обслуживания, 4,4 % — промышленные предприятия, 0,9 % — предприятия иных отраслей экономики.